# ورم غدي كيسي مصلي بنكرياسي
الورم الغدي الكيسي المصلي في البنكرياس هو ورم حميد يصيب البنكرياس. عادة ما يوجد في ذيل البنكرياس، وقد تصاحبه متلازمة فون هيبل- -لينداو.
على عكس بعض أورام البنكرياس الأخرى المكونة للكيس -مثل الأورام المخاطية الحليمية داخل القناة والأورام الكيسية المخاطية- فإن الأورام الكيسية المصلية دائمًا ما تكون حميدة تمامًا، لكن هناك بعض الاستثناءات، وقد وصفت تقارير حالات نادرة سرطانة غدية كيسية مصلية خبيثة معزولة.  بالإضافة إلى ذلك فإن الأورام الكيسية المصلية تنمو ببطء، وقد تنمو بشكل كافٍ يمكِّنها من الضغط على الأعضاء المجاورة وتسبب الأعراض.

## العلامات والأعراض
في معظم الحالات تكون الأورام الغدية الكيسية المصلية في البنكرياس بدون أعراض. ومع ذلك فقد تسبب الكيسات الكبيرة أعراضًا مرتبطة بحجمها.

## التصنيف
يصنف علماء الأمراض الأورام الكيسية المصلية إلى مجموعتين عريضتين. تسمى تلك الحميدة -التي لم تنتشر إلى أعضاء أخرى- بأنها «ورم غدي كيسي مصلي». يمكن تصنيف الأورام الغدية الكيسية المصلية إلى أنواع ثانوية وهي: ورم دقيق الكيسات وقليل الكيسات (أو كبير الكيسات) وأورام صماء مصلية صلبة ومختلطة، وورم كيسي مصلي مرتبط بداء فون هيبل-ليندو. يعتبر مخطط التصنيف الأخير هذا مفيدًا لأنه يسلط الضوء على مجموعة المظاهر السريرية لهذه الأورام. تُعتبر الأورام الكيسية المصلية التي انتشرت («النقيلة») إلى عضو آخر خبيثة ويتم تصنيفها على أنها «سرطانة غدية كيسية مصلية». [بحاجة لمصدر]

## علم الأمراض

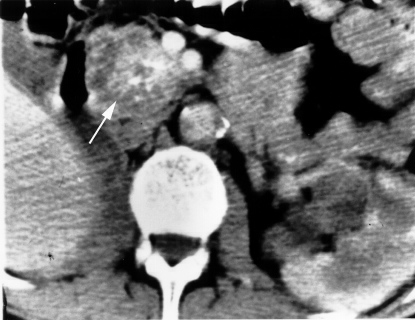
ورم غدي كيسي مصلي برأس البنكرياس.
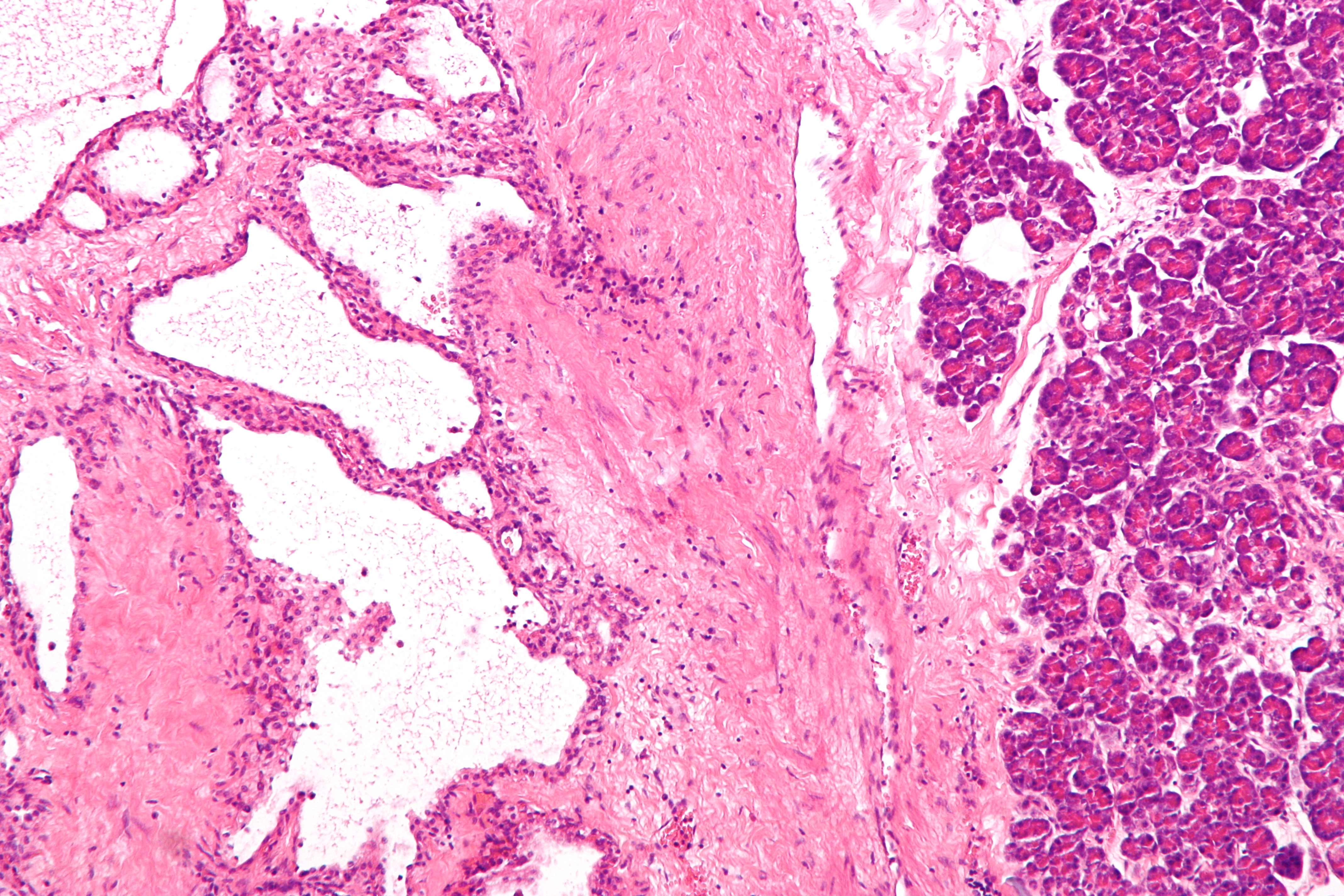
صورة مجهرية ورم غدي كيسي مصلي (تكبير متوسط)
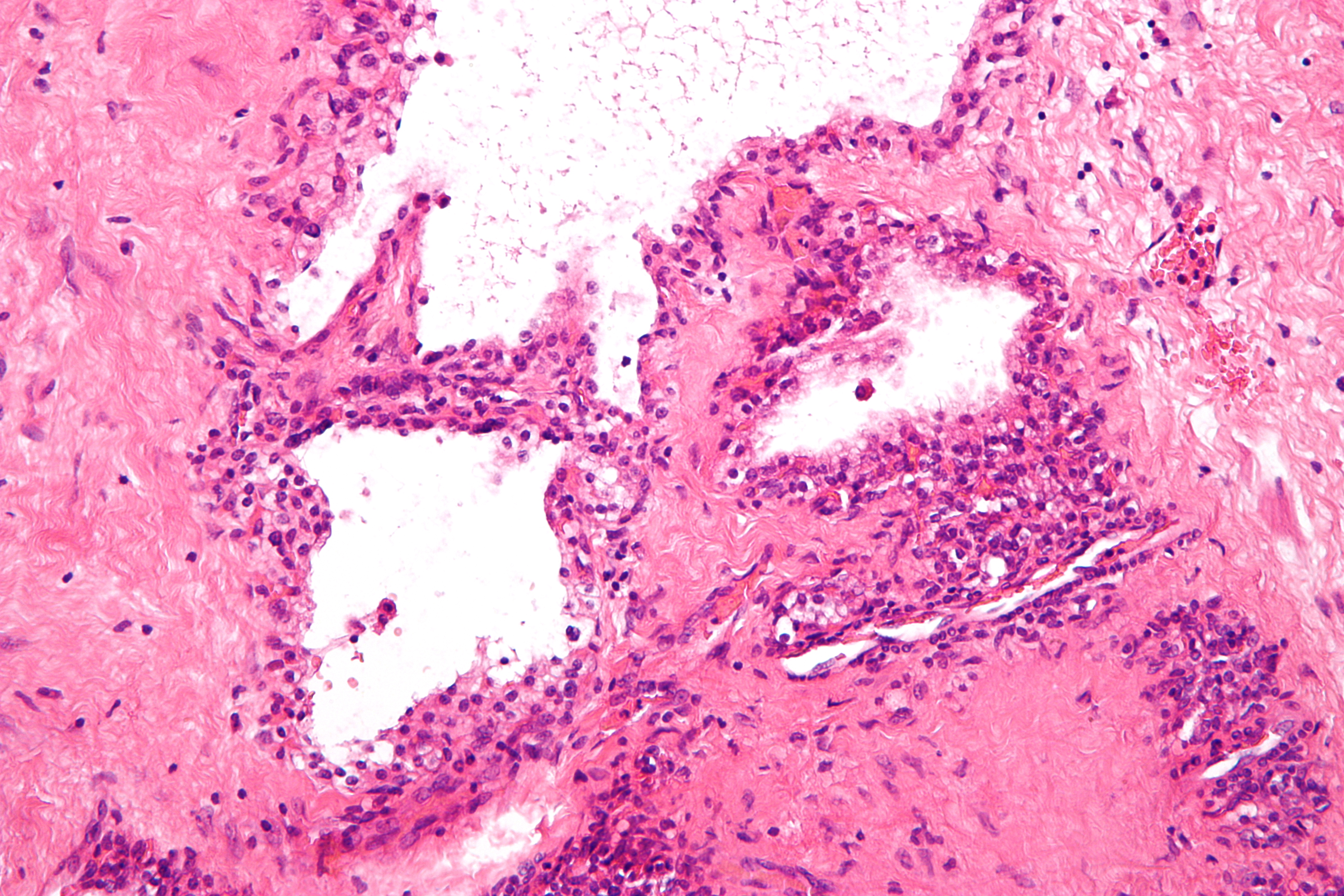
صورة مجهرية ورم غدي كيسي مصلي (تكبير عال)
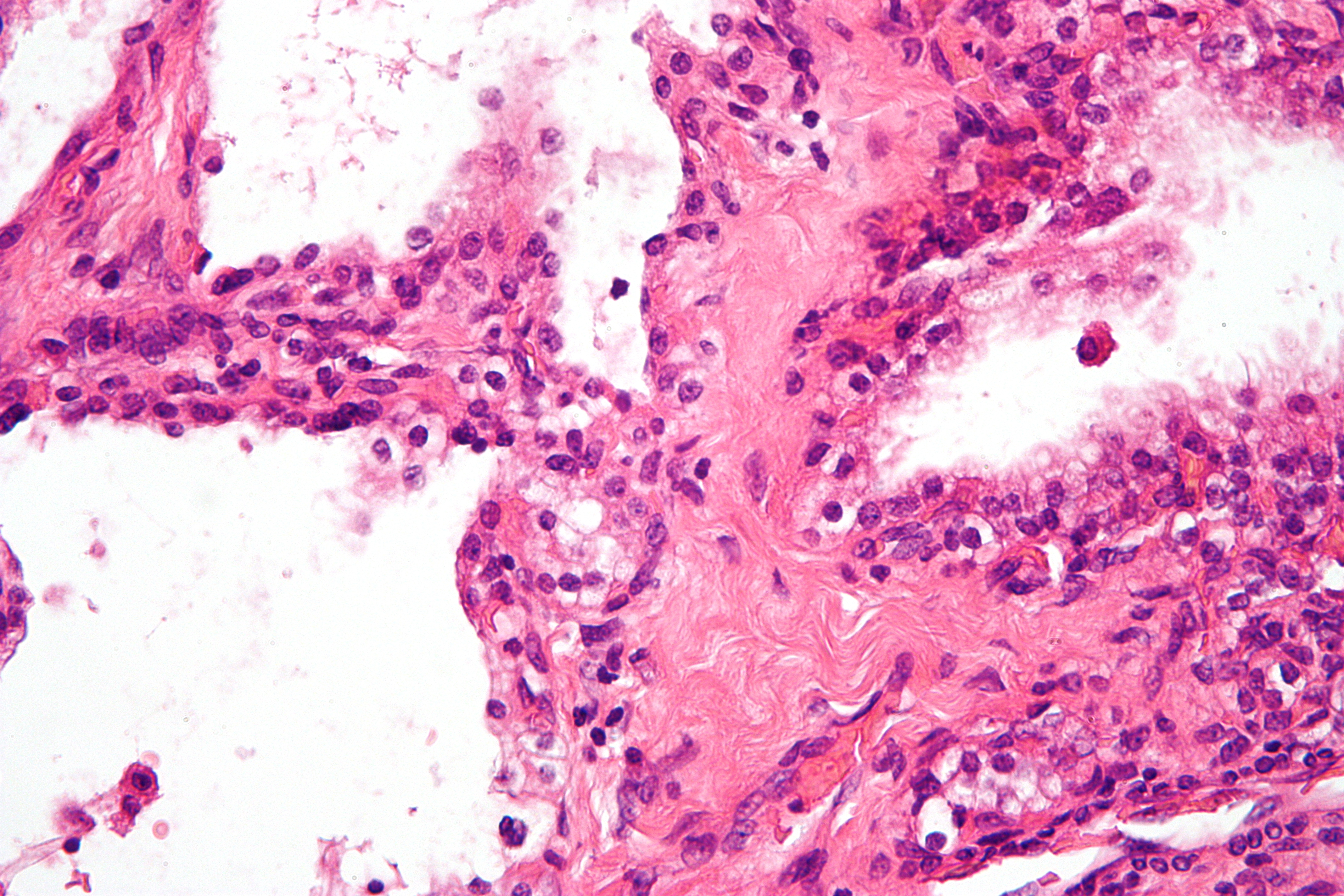
صورة مجهرية ورم غدي كيسي مصلي (تكبير عال جدًا)
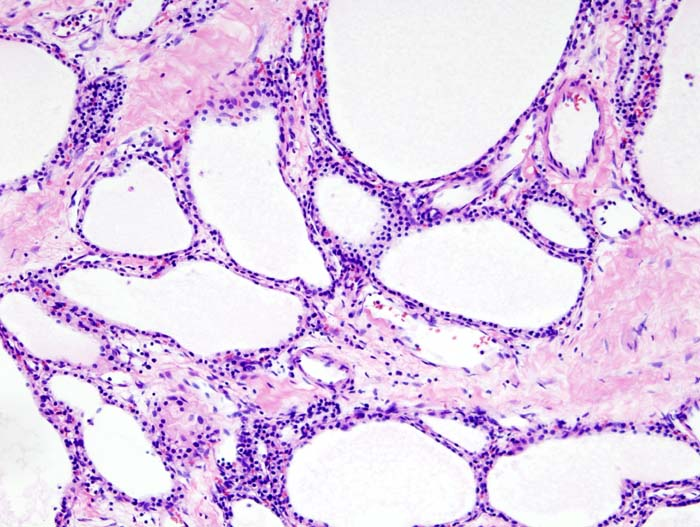
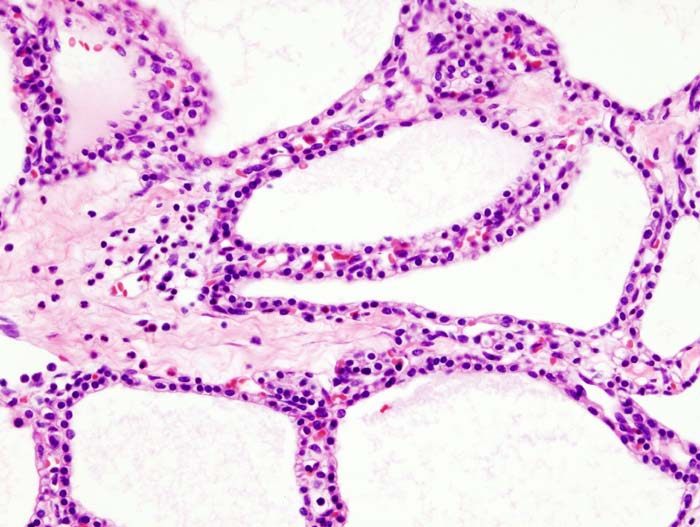

## العلاج
نادراً ما تتطلب هذه الآفات الجراحة إلا إذا كانت مصحوبة بأعراض أو كان التشخيص غير أكيد. ولأن هذه الآفات ليس لها احتمالية خبيثة فإن المراقبة طويلة المدى ليست ضرورية. يمكن أن تشمل الجراحة استئصال رأس البنكرياس (إجراء ويبل) وإزالة الجسم والذيل من البنكرياس (استئصال البنكرياس البعيد) أو نادرًا إزالة البنكرياس بالكامل (استئصال البنكرياس بالكامل). في حالات مختارة يمكن إجراء الجراحة باستخدام تقنيات طفيفة التوغل مثل تنظير البطن.

## علم الأوبئة
تكون الأورام الغدية الكيسية المصلية في البنكرياس أكثر شيوعًا عند النساء. عادة ما يتم تشخيص هذه الأورام في الأشخاص الذين تتراوح أعمارهم بين 50 و 60 عامًا.